# Уразаєвський
Уразаєвський (рос. Уразаевский) — селище у Троїцькому районі Челябінської області Російської Федерації.
Входить до складу муніципального утворення Нижньосанарське сільське поселення. Населення становить 335 осіб (2010). Населений пункт розташований на землях українського культурного та етнічного краю Сірий Клин.

## Історія
Від 20 лютого 1924 року належить до Троїцького району Челябінської області.
Згідно із законом від 28 жовтня 2004 року органом місцевого самоврядування є Нижньосанарське сільське поселення.

## Населення
| 2002 | 2010 |
| ---- | ---- |
| 356  | ↘335 |